# Club Deportivo Galdakao
El Club Deportivo Galdakao es un club de fútbol de Galdácano, País Vasco, España, fundado en el año 1914. Actualmente juega en la División de Honor Vizcaína.

## Historia
El origen del fútbol en Galdakao está ligado a la influencia británica en Bilbao a finales del siglo XIX y principios del XX. Jóvenes estudiantes de Artes y Oficios y Capataces de Minas, como los San Salvador, Linaza o Ibarra, presenciaron partidos en la Campa de los Ingleses y comenzaron a practicar el deporte en su localidad. La primera referencia documentada de un partido en Galdakao data del 7 de mayo de 1914, cuando se anuncia un reto para el día 10 entre el Santa Bárbara y el Menditarra, equipo del que surgiría más adelante el Elexalde Club.
En esos primeros años también existieron otros conjuntos locales como La Dinamita, Nitro-Glicerina o Galdácano. El Elexalde se constituyó como club federado en la temporada 1917/18, compitiendo en la Segunda Categoría y alcanzando la final, que perdió frente al Acero. En la campaña 1924/25 conquistó el título de la Serie C Preferente, logrando así el ascenso.
Una de las figuras emergentes de la época fue José Iraragorri, quien más tarde fichó por el Athletic Club y participó en el Mundial de Italia 1934, anotando el primer gol de la selección española en la historia de los mundiales.
Tras la Guerra Civil, se refundó el club bajo el nombre de Club Deportivo Galdakao, también conocido como el equipo “dinamitero”, ya que muchos de sus jugadores trabajaban en la fábrica de explosivos La Dinamita. El primer partido oficial del CD Galdakao se disputó el 22 de septiembre de 1940, con una victoria por 4-2 frente al Basauri. Aquel año, el equipo logró el ascenso a Primera B, ganó la Copa Vizcaya y alcanzó las semifinales del Campeonato Amateur.
A mediados de los años 40, el campo de Santa Bárbara recibió la visita del San Lorenzo de Almagro, campeón argentino y considerado uno de los mejores equipos del mundo en ese momento. Los locales, reforzados para la ocasión, vencieron por 4-1. Entre los visitantes se encontraba el galdakoztarra Ángel Zubieta, figura del club y del fútbol argentino.
Los años 50 representaron la época dorada del CD Galdakao, con una serie de logros deportivos que marcaron la historia del club. En la temporada 1954/55, el equipo conquistó nuevamente la Copa Vizcaya y consiguió un importante ascenso. El punto culminante de esta década llegó el 23 de junio de 1957, cuando se proclamaron campeones del Campeonato de España de Aficionados al vencer por 4-1 al Salamanca en el de San Mamés. En la temporada siguiente, debutaron en Tercera División y disputaron la promoción de ascenso a Segunda, aunque finalmente cayeron ante el Burgos. Un momento especialmente memorable fue la temporada 1958/59, cuando tanto el equipo mayor como el juvenil lograron el título de Bizkaia en un mismo día, con los juveniles destacando aún más al alcanzar las semifinales del Campeonato de España tras eliminar a Osasuna y Oviedo, antes de ser apeados por el FC Barcelona.
Durante los años 60, el equipo vivió una década de altibajos deportivos, rozando el ascenso a Segunda División en la temporada 1960/61 tras superar a Melilla y Hospitalet en las primeras rondas, aunque finalmente fue eliminado por el Real Jaén, e intentándolo nuevamente al año siguiente sin éxito. En el curso 1962/63 logró conquistar la Copa Vizcaya ante el Iturrigorri. En 1964 descendió de Tercera División, recuperando la categoría un año después, pero en 1968 volvió a caer a Regional, iniciando un largo período fuera de categoría nacional. Durante la temporada 1968/69, un dato curioso fue la presencia de Ángel María Villar en el equipo, quien años después se convertiría en presidente de la Real Federación Española de Fútbol.
La década de los 70 fue discreta en lo deportivo, aunque en la temporada 1979/80 el equipo juvenil debutó en Liga Nacional y se enfrentó al Real Madrid, en cuya plantilla estaban jugadores como Michel y Chendo en Santa Bárbara ante 5.000 espectadores. Ese mismo año, el primer equipo fue subcampeón del Campeonato de España de Aficionados.
El 28 de junio de 1987, el CD Galdakao regresó a Tercera División tras superar al Santutxu en la promoción de ascenso. Permaneció en la categoría hasta 1993, y en 1991 participó en la Copa del Rey, donde fue eliminado por penaltis ante el Deportivo Alavés. Ese mismo año quedó marcado por la trágica muerte de Asier Vesga, portero juvenil del club, el 28 de noviembre.
Desde entonces, el CD Galdakao ha alternado su presencia entre la División de Honor, la Preferente y la Primera Regional, categorías donde continúa compitiendo actualmente.

## Temporadas
1.ª: 0 temporadas
2.ª: 0 temporadas
2ªB: 0 temporadas
3.ª: 16 temporadas
Mejor puesto: 2º (en tres ocasiones)
Última temporada: 11º en la División de Honor Vizcaína

## Jugadores importantes
Por las filas del CD Galdakao, ha pasado también el expresidente de la Federación Española de Fútbol, Angel Maria Villar, al igual que jugadores de prestigio, entre los que podemos citar a los siguientes: Santiago Zubieta, Ángel Zubieta, José Iraragorri, Ignacio Irigoyen, José Mandaluniz, Roque Busquet, José Bilbao, Juan Jugo, Victor Diez e Iñaki Ibarretxe.